# Stephen Krashen
Stephen D. Krashen, né le 14 mai 1941, est un linguiste américain, chercheur en didactique des langues et activiste, professeur émérite en éducation à l'Université de Californie du Sud. Au sein de cet établissement, il passe du département de linguistique à la faculté d'éducation en 1994.

## Carrière
Stephen Krashen obtient un doctorat en linguistique à l'Université de Californie à Los Angeles en 1972 . Il est l'auteur de plus de 486 publications dans les domaines de l'acquisition d'une seconde langue, de l'éducation bilingue et de la lecture,. Krashen promeut la lecture libre et volontaire lors de l'acquisition d'une langue seconde, qui, selon lui, est "l'outil le plus puissant dont nous disposons dans l'enseignement des langues, première ou seconde".

## Récompenses et distinctions
- 1985 : co-lauréat du Pimsleur Award, décerné par l'American Council of Foreign Language Teachers récompensant le meilleur article publié dans l’année
- 1986 : son article "Lateralisation, language learning and the critical period" est sélectionné comme Citation Class par Current Contents
- 1982: lauréat du prix Mildenberger, décerné pour son livre Second Language Acquisition and Second Language Learning (Prentice-Hall)
- 2005 : Krashen est intronisé au Reading Hall of Fame de l' International Reading Association[6].

## Militantisme politique en matière d'éducation
Alors que la politique éducative de l'État natal de Krashen, la Californie, devient de plus en plus hostile au bilinguisme, il réagit avec des recherches critiques sur ces nouvelles politiques, des prises de parole en public et des lettres écrites aux éditeurs de journaux. Au cours de la campagne pour promulguer une loi anti-bilingue sur l'éducation en Californie en 1998, connue sous le nom de Proposition 227, Krashen fait campagne dans les forums publics et les talk-shows  et il donne de nombreuses interviews sur le sujet. On estime que Krashen a soumis plus de 1 000 lettres aux journaux en réaction contre d'autres campagnes d'éducation anti-bilingues  en 2006.

## Livres
- Stephen D. Krashen, Second Language Acquisition and Second Language Learning, Oxford, Pergamon, 1981 (lire en ligne)
- Stephen D. Krashen, Principles and Practice in Second Language Acquisition, Oxford, Pergamon, 1982 (lire en ligne)
- Stephen D. Krashen et Tracy D. Terrell, The natural approach: Language acquisition in the classroom, New York, Prentice-Hall, 1983 (lire en ligne)